# Mario Scirea
Mario Scirea (Oltre il Colle, Província de Bèrgam, Llombardia, 7 d'agost de 1964) és un exciclista italià reconvertit a director esportiu.
Va guanyar com amateur el títol de Campió del món en contrarellotge per equips junt amb Roberto Fortunato, Eros Poli i Flavio Vanzella, l'any 1987.
Va debutar com a professional el 1989 i es va retirar el 2004. Entre 1996 i 2004 va formar part dels llançadors de Mario Cipollini. Actualment és un dels directors esportius de l'equip UAE Abu Dhabi.

## Palmarès
- 1987
  -  Campió del món per equips de contrarellotge de 100 km en ruta, amb Roberto Fortunato, Eros Poli i Flavio Vanzella
- 1996
  - Vencedor d'una etapa al Hofbrau Cup

### Resultats al Giro d'Itàlia
- 1989. 131è de la classificació general
- 1991. 105è de la classificació general
- 1993. 115è de la classificació general
- 1994. 85è de la classificació general
- 1995. 102è de la classificació general
- 1996. 95è de la classificació general
- 1997. Abandona (6a etapa)
- 1998. 61è de la classificació general
- 1999. 67è de la classificació general
- 2000. 56è de la classificació general
- 2001. 121è de la classificació general
- 2002. 109è de la classificació general
- 2003. 84è de la classificació general
- 2004. 121è de la classificació general

### Resultats al Tour de França
- 1989. Fora de control (10a etapa)
- 1992. 107è de la classificació general
- 1993. 120è de la classificació general
- 1994. Abandona (14a etapa)
- 1995. 98è de la classificació general
- 1996. Abandona (6a etapa)
- 1998. Abandona (10a etapa)
- 1999. No surt (15a etapa)
- 2000. Abandona (12a etapa)

### Resultats a la Volta a Espanya
- 1990. 117è de la classificació general
- 1991. 106è de la classificació general
- 1992. 112è de la classificació general
- 1995. Abandona (12a etapa)
- 1997. 113è de la classificació general
- 2002. Abandona (8a etapa)